# Erland (Vorname)
Erland ist ein alter deutscher männlicher Vorname aus era „Ehre, Ansehen“ und lant „Land“. Seit dem Mittelalter ist der Name in Skandinavien verbreitet; entweder als Entlehnung aus dem Deutschen oder als eigenständige Bildung zum altnordischen erlandr („fremdländisch“).
Der Name ist heute vor allem in Schweden und Dänemark verbreitet, der Namenstag ist der 8. Januar.

## Andere Namensformen
- Erlend (Norwegen)
- Erlendur (Island, Färöer), Akkusativ: Erlend, Dativ: Erlendi, Genitiv: Erlends.

## Namensträger

### Erland
- Erland Erdmann (* 1944), deutscher Kardiologe
- Erland Erlandsen (1912–2003), deutscher Schauspieler dänischer Abstammung
- Erland von den Färöern († 1308), Bischof auf den Färöern
- Erland Hellström (* 1980), schwedischer Fußballspieler
- Erland Johnsen (* 1967), norwegischer Fußballtrainer, ehemaliger Fußballspieler
- Erland Josephson (1923–2012), schwedischer Schauspieler
- Erland Koch (Sportschütze, 1867) (1867–1945), deutscher Sportschütze
- Erland von Koch (1910–2009), schwedischer Komponist
- Erland Kops (1937–2017), dänischer Badmintonspieler
- Erland Fredrik Kumlander, bekannt als Erkki Karu (1887–1935), finnischer Filmregisseur und -produzent
- Erland van Lidth (1953–1987), US-amerikanischer Ringer und Schauspieler niederländischer Abstammung
- Erland Nordenskiöld (1877–1932), schwedischer Ethnologe
- Erland Waltner (1914–2009), US-amerikanischer mennonitischer Theologe

### Erlend / Erlendur
- Erlend Apneseth (* 1990), norwegischer Musiker (Hardangerfiedel)
- Erlend Bjøntegaard (* 1990), norwegischer Biathlet
- Erlend Svardal Bøe (* 1992), norwegischer Politiker
- Erlend Erichsen (* 1975), norwegischer Schlagzeuger und Schriftsteller
- Erlend Larsen (* 1965), norwegischer Politiker
- Erlend Loe (* 1969), norwegischer Schriftsteller
- Erlend Mamelund (* 1984), norwegischer Handballspieler
- Erlend Martini (* 1932), deutscher Mikropaläontologe
- Erlend Øye (* 1975), norwegischer Musiker
- Erlendur Patursson (1913–1986), färöischer Dichter und Politiker
- Erlend Skomsvoll (* 1969), norwegischer Jazzmusiker (Piano, Keyboards, Akkordeon, Tuba, Komposition, Arrangement)
- Erlend Wiborg (* 1984), norwegischer Politiker
- Erlend Johansen norwegischer Comedian